# رندة بسيسو
رندة بسيسو هي سيدة أعمال (مواليد الكويت، في 1 يناير 1970) تحمل الجنسيتين الفلسطينية واللبنانية. درست في جامعة الكويت. ولدت رندة بسيسو في الكويت في بداية السبعينيات لأب فلسطيني وأم لبنانية. وكانت الابنة الأصغر بين الأولاد الأربعة في عائلتها. نشأت في الكويت ودرست في مدارسها ثم التحقت بفرع إدارة الأعمال-اختصاص تسويق في جامعة الكويت على الرغم من أنها كانت تحلم أن تكون ممثلة مسرح أو أن تظهر في الأفلام السينمائية.
لم تكمل رندة دراستها الجامعية في الكويت بسبب الغزو العراقي للكويت. ولكن هذا لم يمنعها من مواصلة طريق العمل حيث بدأت حياتها المهنية بعد ذلك بأربعة أعوام فانضمت إلى شركة Project International Group في العام 1999 وبعد انضمامها لهذه الشركة بأربعة أعوام شغلت منصب نائب رئيس قسم التدريب والتنمية واستمرت في عملها لصالح نفس  الشركة حتى العام 2001.

## إنجازات رندة بسيسو
في العام 2001 انتقلت رندة بسيسو إلى مدينة دبي في الإمارات العربية المتحدة واستقرت فيها؛ كما بدأت العمل على إنشاء منصة إلكترونية لجامعات المملكة المتحدة بغرض تعزيز وجود هذه الجامعات في كافة أنحاء العالم. وكان ذلك بعد سعي بسيسو الحثيث لحصولها على مقابلة مع ممثل الحكومة البريطانية في دبي وتلقيها الدعم الكبير من مجلس التمويل للتعليم العالي في بريطانيا للقيام بهذه الخطوة.كما شغلت بسيسو بين العامين 2002 و2004 منصب مدير الأعمال الدولية في شركة UKeK البريطانية. في العام 2005 بدأت بسيسو برسم خط جديد لعملها وكان ذلك نابعاً من رغبتها في تقديم شئ لمجتمعها حيث شاركت في الجمعية الخيرية النمساوية لدعم الأطفال Save Our Souls
انضمت للعاملين على جمع التبرعات لدعم المجتمعات الريفية والتي تسعى تحديداً لإعالة الأطفال المشردين والأيتام في بلدها لبنان. ولكن هذا لم يستمر طويلاً بسبب حصولها على عرض عمل للتعاون مع جامعة مانشستر الراغبة بفتح فرع لها في دبي. دأت رندة بالعمل من أجل تأسيس الفرع وأجرت مايلزم من اتصالات مع جهات سياسية واجتماعية للبدء بالعمل وحصلت على رخصة الافتتاح والاعتمادات البنكية اللازمة. وفي العام 2006 افتتح مركز الشرق الأوسط التابع لكلية مانشستر لإدارة الأعمال. وبدأ تقديم خدماته للطلاب الراغبين بتحسين أمورهم المهنية ولكي يصبحوا أفضل في أعمالهم.
هذا وما زالت بسيسو في منصبها حتى الوقت الحالي وتسعى دائماً لتطوير مركز الشرق الأوسط والقضاء على الأعمال الرتيبة وإدخال الأتمتة في كافة الأعمال الخاصة بالمركز. يدعم مركز الشرق الأوسط بإدارة رندة بسيسو حالياً حوالي 2500 طالب ماجستير في إدارة الأعمال بدوام جزئي في المنطقة. الأمر الذي يجعل منه واحداً من أكبر التجمعات في الشرق الأوسط. صنفت رندة بسيسو في العام 2014 ضمن قائمة أقوى 200 امأة عربية. كما أنها مصنفة ضمن قائمة أقوى السيدات العربيات للأعوام 2015-2016-2017. وهي واحدة من المشاركين في إطلاق مجموعة من المبادرات والخدمات التعليمية ومن بينها «جائزة مانشستر للابتكار للإماراتيين».